# 久渡寺
久渡寺（くどじ）は、青森県弘前市坂元に所在する真言宗智山派寺院。山号は護国山。院号は観音院。等級は15等。津軽三十三観音霊場第1番札所で、最勝院や百沢寺（現 求聞寺）、橋雲寺、国上寺とともに津軽真言五山の一つでもある。本尊は円仁（慈覚大師）の作とされる聖観音。もとの最勝院末寺である。また、王志羅講(大白羅講)や円山応挙作と伝わる後述の幽霊画「返魂香之図」でも著名。

## 歴史
｢大日本寺院総覧｣によると、久渡寺の前身は南津軽郡大鰐村の阿闍羅三千坊の一つである興福寺で円智法印により小沢村（現在の弘前市小沢）に移され、小沢山観音院救度寺と改称される。後に津軽藩主津軽為信により山号を護国山に改称されたとする。
｢日本地名歴史大系｣では開山、開基不詳としながらも、｢新選陸奥国志｣（明治9年（1876年)）や｢弘藩明治一統誌｣では開山を円智、中興を寛海と記しているとする。
正徳元年（1711年）の寺社領分限帳によれば、小沢村で開基されたとある。
元和5年（1619年）、2代目藩主津軽信枚より救度寺別当の円知坊に黒印寺領宛行状（現在、弘前市立博物館所蔵）が与えられて、小沢村と湯口村（現在の弘前市湯口）の2村に寺領20石が与えられる。
寛永11年（1634年）に3代目藩主津軽信義より久渡寺宛に小沢村と湯口村2村に改めて100石給する黒印寺領宛行状が与えられ、寛永21年（1644年）に藩主信義より観音院宛で50石加増の黒印知行加増状が発給される。
明治30年（1897年）頃より王志羅講（大白羅講）が始まったとされる。

## 境内
境内には熊野社と白山堂がある。

## 幽霊画
先述のとおり、円山応挙作と伝わる幽霊画「返魂香（はんごんこう）（反魂香）之図」がある。公開すると雨が降るので雨乞いに効験があると伝承されている。
2021年、弘前市文化財審議委員の調査で、円山応挙の真筆であること、絵のモデルが弘前藩家老森岡主膳元徳が亡くした妾「國（くに）」である可能性が高いことが判明した。

## オシラ講
青森県をはじめ東北地方では、蚕の神、農業の神、馬の神として、オシラ様という存在が信仰されている。
久渡寺では、毎年5月15日と16日の両日（かつては旧暦の4月に行われた）に「オシラ講（大白羅講、王志羅講とも）」と呼ばれる参拝行事が行われる。
各家庭や村で祭られている桑の木で作られた男女一対のオシラ様像を各自持参し、本堂で御朱印を押してもらう。これを「位を上げる」といい、毎年お参りするとオシラ様の位が上がるという伝承もある。
オシラ様にきらびやかな衣装を着せて祭壇に飾ったあと、護摩にかざした大幣でオシラ様と参拝者をお祓いする。
昭和30年代ごろまでは、この護摩祈祷が済むと、境内にいるイタコが津軽三十三観音の御詠歌とオシラ祭文の読誦をした。
1999年、「久渡寺のオシラ講の習俗」の名称で記録作成等の措置を講ずべき無形の民俗文化財に選択された。

## アクセス
- 車
  - 弘前市街より青森県道126号久渡寺新寺町線にて
- 路線バス
  - 久渡寺線 - 弘前バスターミナル・弘前駅より終点「久渡寺」バス停下車